# Tigriopus incertus
Tigriopus incertus is een eenoogkreeftjessoort uit de familie van de Harpacticidae. De wetenschappelijke naam van de soort is voor het eerst geldig gepubliceerd in 1932 door Smirnov.